# حقل باب مربان للنفط
حقل مربان باب النفطي هو حقل نفط في إمارة أبو ظبي، على بعد حوالي 84 كيلومتر شمال غرب أبوظبي. تم اكتشافه عام 1953 وتم تطويره من قبل شركة بترول أبوظبي الوطنية. يتم تشغيل حقل النفط وامتلاكه من قبل شركة بترول أبوظبي الوطنية . ويبلغ إجمالي الاحتياطيات المؤكدة لحقل نفط مربان باب نحو 10.3 مليار برميل (1450× 106 طن). يتركز الإنتاج عند 250,000 برميل لكل يوم (40,000 م3/ي) .
وينتج الحقل أحد أنواع النفط الخفيف، والذي تتميز به دول الإمارات، وتصدّره إلى أكثر من 30 دولة، ويتضمن 7 خطوط إنتاج تستخدم في تجهيز نفط خام مربان للتصدير.

## الاكتشاف
كانت شركة نفط العراق حصلت على حق التنقيب عن النفط في إمارة أبوظبي تحت مسمى شركة الساحل المتصالح عام 1936. وفي 1939 تم توقيع الامتياز الأول. وبعد بحث مكثف استغرق عقودأ طويلة، اكتُشف النفط في دولة الإمارات العربية المتحدة عام 1958 في حقل "باب" الذي يعرف أيضاً باسم "مربان". وكان أول اكتشاف للنفط حيث بدأ عندها التحول الحاسم في دولة الإمارات واقتصادها.

## التطوير
أعلنت شركة أدنوك في نوفمبر 2019 عن استثمار قدره 489 مليون دولار لزيادة واستدامة الفي إنتاج حقل باب مرباند. ارتفع إنتاج الحقل من 390,000 برميل يوميًا في 2012 إلى 420,000 برميل في 2015، ثم إلى 450,000 برميل في 2020 بفضل تقنيات تعزيز الاستخراج، مثل حقن ثاني أكسيد الكربون. ويجري العمل حاليًا لرفع الإنتاج إلى 485,000 برميل.
عام 2017 تم إسناد عقد EPC إلى شركة الهندسة والإنشاءات البترولية الصينية لتطوير الحقل. يتوقع أن يعزز خطة التطوير الطاقة الإنتاجية للحقل إلى 450 ألف برميل من النفط يوميا بحلول عام 2020، من 420 ألف برميل يوميا حاليا. كما ستعمل الشركايت الصينية على إدخال تقنيات جديدة للحفر العنقودي لخفض التكاليف والبصمة البيئية للعمليات، ونشر تقنيات حقول النفط الرقمية لتحسين الكفاءة وتعظيم العائدات من كل برميل يتم إنتاجه.

## روابط خارجية
- مقالة بعنوان: داخل أقدم وأكبر حقول أدنوك البرية مربان باب - oilandgasmiddleeast